# Katastrofa lotu Aerolinee Itavia 870
Katastrofa lotu Aerolinee Itavia 870 – katastrofa lotnicza, do której doszło wieczorem 27 czerwca 1980 na Morzu Tyrreńskim, 25 km na północny wschód od włoskiej miejscowości Ustica. W jej wyniku 81 osób poniosło śmierć.

## Przebieg lotu
27 czerwca 1980 o godzinie 20:08 – z dwugodzinnym opóźnieniem – z portu lotniczego Guglielmo Marconi w Bolonii wystartował samolot DC-9-15 (nr rejestracyjny: I-TIGI, rok produkcji: 1966), włoskiego towarzystwa Aerolinee Itavia, w rejs nr 870 do Międzynarodowego Portu Lotniczego Palermo. Na pokładzie dwusilnikowej maszyny znajdowało się 77 pasażerów i czterech członków załogi, na czele której stali: kapitan Domenico Gatti i I oficer – Enzo Fontana.

## Katastrofa
Kiedy samolot znajdował się na wysokości 7300 m o godzinie 20:59 na pokładzie nastąpiła eksplozja. Szczątki odrzutowca spadły do Morza Tyrreńskiego – nieopodal wyspy Ustica – osiadając na głębokości 3500 m.
Po godzinie dziewiątej na miejsce tragedii przybyły dwa odrzutowce F-104 Włoskich Sił Powietrznych z Bazy Lotniczej Grosseto. Niesprzyjająca pogoda i pogarszająca się widoczność zmusiły ratowników do przerwania poszukiwań.

## Przyczyny
Przez ponad 30 lat nie podano oficjalnej przyczyny katastrofy. Na jej temat powstało wiele teorii, m.in. ta o zestrzeleniu samolotu przez NATO, włoskie, francuskie czy amerykańskie siły powietrzne (w trakcie katastrofy odbywały się bowiem ćwiczenia powietrzne z użyciem maszyn wojskowych tych sił). 23 stycznia 2013 Najwyższy Sąd Republiki Włoskiej ogłosił, że istnieją „niepodważalne dowody, że lot nr 870 został trafiony zbłąkaną rakietą przeciwlotniczą”. Śledztwo międzynarodowej komisji śledczej z lat 90. wnioskowało, że przyczyną był wybuch bomby podłożonej przez nieustalonego osobnika w toalecie z tyłu samolotu. Przemawiały za tym dowody oparte na oględzinach wraku. Przeprowadzono również doświadczenie, w którym upozorowano wybuch bomby. Wyniki eksperymentu pokrywały się ze szczątkami samolotu. Mimo tych dowodów, teoria ta została zignorowana i zapomniana.
Giuliano Amato, były premier Włoch, w 2023 poinformował, że DC-9 został zestrzelony rakietą powietrze-powietrze wystrzeloną z francuskiego myśliwca. Celem ataku był samolot, którym miał lecieć Muammar Kaddafi.